# أبو بكر الحنبلي
الداعية أبو عمر أبو بكر بن محمد بن السيد بن الحنبلي المصري. ولد في عام 1380 هـ , 1961 م بقرية ميت حديد مركز  منية النصر التابعة لمحافظة الدقهلية بمصر.

## نشأته
ولد الشيخ قي قرية ميت حديد مركز منية النصر محافظة الدقهلية بجمهورية مصر العربية والده هو الشيخ محمد الحنبلي أحد علماء الأزهر الشريف وقد وافته المنية عندما كان عمر الشيخ يناهز إحدى عشر شهرا فلم يره الشيخ عاش يتيما في أحضان أمه وأشرف على تربيته شقيقه الأكبر موجه اللغة الفرنسية بمحافظة دمياط ووجهه لحفظ كتاب الله فحفظ على يد الشيخ عبد اللطيف فودة ثم أكمل حفظه على يد شقيقه الأستاذ أحمد الحنبلي.

## مسيرته العلمية
بدأ الشيخ بدراسة العلم الشرعي على يد علماء مصر وكان يحضر دروسهم ومحاضراتهم ومن أبرز هؤلاء المشايخ الشيخ عبد اللطيف المشتهري الرئيس العام للجمعيات الشرعية بمصر حينذاك.

## مشايخه
- عبد العزيز بن باز. مفتي المملكة العربية السعودية سابقا
- محمد بن صالح العثيمين
- محمد بن نسيب الرفاعي
- عبد المحسن العباد
- عبد العظيم بدوي أحـــد علماء مصر وصاحب كتاب الوجيز في فقه السنة والكتاب العزيز.
- أحمدي شــاني أحـــد علماء المملكة الأردنية.
- أبو بكر الجزائري المدرس بالمسجد النبوي الشريف

## سفره إلى الأردن
ثم سافر أبو بكر الحنبلي إلى الأردن وعمل إماما وخطيبا بمسجد على بن أبي طالب بمحافظة الزرقا بالأردن لمدة عشر سنين، كان يتردد خلالها على علماء الأردن لطلب العلم الشرعي ومن أبرز هؤلاء العلامة محمد نسيب الرفاعي، الشيخ عبد العظيم بن بدوي حيث كان الشيخ متواجدا هناك حينذاك. والشيخ أحمد شاتي الأردني وغيرهم من السادة العلماء علما انه كان دائم الاتصال بجبل السنة في زمانه الألباني.

## سفره إلى دولة الإمارات
ثم سافر إلى دولة الإمارات العربية المتحدة وعين مفتيا للمنطقة الشرقية بإمارة الشارقة وكان يسمى بعرفهم واعظ المكتب.

## تردده على العلماء
كان يتردد على المملكة العربية السعودية في كل عام وكان دائم التردد على عبد العزيز بن باز وفقيه زمانه محمد بن صالح العثيمين.

## بعض مصنفاته
| 1  | العقيدة في صفحات لمن أراد الجنـــــات                     |
| 2  | أيــــهـا الآباء عــلـمــــوا الأبــــنــــاء             |
| 3  | علاج الأمور السحرية من الشريعة الإسلامية                  |
| 4  | بحوث هامة تتعلق بشهر رمــــــــضــان                      |
| 5  | تجنب الفضيحة في تقديم الـنصيحة                            |
| 6  | كشف المخبوء عن فقه التيمم والوضوء                         |
| 7  | لــــبيك اللـــــهــــــم لــــــبـــــــيــــــك         |
| 8  | تذكير المؤمن التقي في الإكثار من الصلاة والسلام على النبي |
| 9  | تذكير أهل الإسلام والإيمان بمشروعية الختان                |
| 10 | الثمار الفواحة في منهج أهل السنة والجماعة                 |
| 11 | المراتب العلية في الوسطية السلفيـة                        |

وغيرها من المؤلفات، مكث في الإمارات قرابة سبعة أعوام ونصف ثم عاد سالما إلى أرض الوطن مصر ليكمل مسيرة الدعوة إلى الله فيجوبها مابين خطيب ومحاضر ومدرس للعقيدة والفقه في معاهد إعداد الدعاة لأنصار السنة المحمدية بجمهورية مصر العربية.

## وصلات خارجية
موقع أبو بكر الحنبلي : إضغط هنا
موقع طريق السلف : إضغط هنا
صفحة أبو بكر الحنبلي على موقع طريق الإسلام
صفحة أبو بكر الحنبلي علي موقع إسلام ويب
نبذة من حياة أبو بكر الحنبلي تسجيل مرئي